# فيليب ماينليندر
فيليب ماينليندر (بالألمانية: Philipp Mainländer) (5 أكتوبر 1841 - 1 أبريل 1876) كان فيلسوفاً وشاعراً ألمانياً. اشتهر بكتابه "Die Philosophie der Erlösung" (فلسفة الخلاص). يعلن ماينلاندر في هذا الكتاب أن الحياة لا قيمة لها، وأن «الإرادة، التي أشعلتها معرفة أن اللاوجود أفضل من الوجود، هي المبدأ الأسمى للأخلاق».
وُلد فيليب ماينلاندر في مدينة «أوفنباخ أم ماين» في 5 أكتوبر 1841، تم تسمية ماينلاندر عند الولادة بـ فيليب باتز، ثم غيّر إسمه لاحقًا إلى «ماينلاندر» تكريماً لمدينته أوفنباخ أَم ماين.
في عام 1856، بناءً على تعليمات والده، التحق ماينلاندر بالمدرسة التجارية في مدينة درسدن ليصبح تاجراً. وبعد ذلك بعامين، كان يعمل في منزل تجاري في نابولي بإيطاليا، حيث تعلم اللغة الإيطالية وتعرف على أعمال دانتي أليغييري وبيتراركا وبوكاتشيو - وعلى الأخص - جياكومو ليوباردي. وصف ماينلاندر فيما بعد سنواته الخمس في نابولي بأنها أسعد سنوات حياته.
خلال هذه الفترة المهمة من حياته، اكتشف ماينلاندر الكتاب الشهير لـ الفيلسوف الألماني أرثر شوبنهاور «العالم إرادة و فكرة». وكان عمره تسعة عشر عامًا في ذلك الوقت، ووصف الحدث لاحقاً بأنه إكتشاف خارق.
وفي بداية عام 1876، بدأ ماينلاندر في الشك فيما إذا كانت حياته لا تزال ذات قيمة للبشرية، وتساءل عما إذا كان قد أكمل واجبات الحياة بالفعل، أو ما إذا كان ينبغي أن يستخدمها لتقوية الحركة الإشتراكية الديموقراطية.
وبعد وقت قصير جدًا من نشر المجلد الأول من عمله الرئيسي، قام في يوم 1 أبريل 1876 بشنق نفسه وأنهي حياته منتحراً.

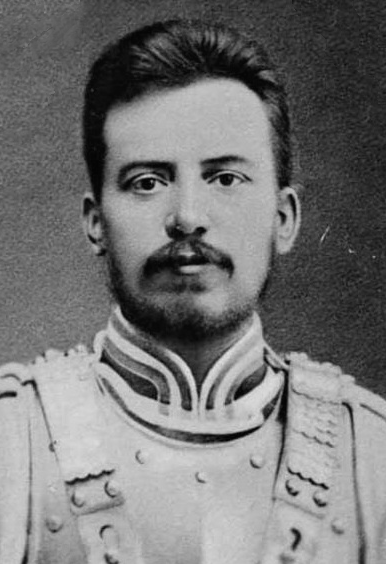
فيليب ماينلاندر (1841 - 1876)